# Kennard (Indiana)
Kennard és una població dels Estats Units a l'estat d'Indiana. Segons el cens del 2000 tenia 455 habitants.

## Demografia
Segons el cens del 2000, Kennard tenia 455 habitants, 163 habitatges, i 120 famílies. La densitat de població era de 605,8 habitants/km².
Dels 163 habitatges en un 42,3% hi vivien nens de menys de 18 anys, en un 60,7% hi vivien parelles casades, en un 10,4% dones solteres, i en un 25,8% no eren unitats familiars. En el 24,5% dels habitatges hi vivien persones soles el 13,5% de les quals corresponia a persones de 65 anys o més que vivien soles. El nombre mitjà de persones vivint en cada habitatge era de 2,79 i el nombre mitjà de persones que vivien en cada família era de 3,31.
Per edats la població es repartia de la següent manera: un 33,4% tenia menys de 18 anys, un 5,5% entre 18 i 24, un 31,9% entre 25 i 44, un 14,7% de 45 a 60 i un 14,5% 65 anys o més.
L'edat mediana era de 32 anys. Per cada 100 dones de 18 o més anys hi havia 90,6 homes.
La renda mediana per habitatge era de 31.364$ i la renda mediana per família de 40.227$. Els homes tenien una renda mediana de 37.361$ mentre que les dones 24.063$. La renda per capita de la població era de 14.139$. Entorn del 5,5% de les famílies i el 10% de la població estaven per davall del llindar de pobresa.

## Poblacions més properes
El següent diagrama mostra les poblacions més properes.